# リトアニアと中国の関係
リトアニアと中国の関係（りとあにあとちゅうごくのかんけい）とは、中華人民共和国とリトアニアとの間の二国間関係のことである。

## 概要
リトアニアは中国と国交を結んでいるが、チベット問題やウイグル問題や香港国家安全維持法などの各種人権問題から中国に不信感を募らせ、台湾（中華民国）との関係を強めている。
2019年2月5日、リトアニア国家保安局とリトアニア国防省は、国家脅威に関する年次査定報告において、ヨーロッパで中国の経済・政治的野心が拡大するにつれ、中国の情報当局と安全保障当局の活動がリトアニアにおいて攻撃的になり、「中国のスパイ活動」がリトアニアの安全保障上の脅威になっているとの判断を下し、リトアニアに脅威を与えている国としてりロシアと中国の2カ国を名指しした。国家安全保障への脅威として中国が挙げられたのは初めてである。報告では中国を「安全保障に有害な国」として取り上げ、中国の脅威を「西側諸国における経済的・政治的野心の高まりは他の北大西洋条約機構やEU加盟国だけでなく、リトアニアでも中国の情報・治安機関の活動をますます活発にしている。国家安全部と人民解放軍の軍事情報部の2つが活動している。わが国における彼らの活動は長期的に拡大していく恐れがある」「海外で中国の情報機関は伝統的に、外交的に偽装し、国が出資する孔子学院、中国企業や通信社、海外留学中の中国人学生を利用する。中国の情報活動は中国の核心的利益に関わっており、例えば、リトアニアがチベット自治区や台湾の独立を支持せず、これらの問題を国際的なレベルで取り上げることがないよう働きかけてくる」と注意を呼びかけている。
2019年7月29日、リトアニアのギタナス・ナウセダ大統領は、バルト海に面するクライペダ港に中国投資が入ることは「安全上の脅威」「国民はこの問題についてまだ共通の認識に達していない。このプロジェクトは生態環境に深刻な影響を及ぼす」「われわれにはすべての国の国家安全基準に達した信頼できる投資者がいない。中国が投資するなら、欧州全体が直面している非常に重要なその他の問題が絡んでくる。国家安全の問題はその1つだ」と述べた。上海大学のディスティングイッシュトプロフェッサーである江時学は、「アメリカにとって、バルト海沿岸の国は戦略的に重要な位置にある。特定の時期に関係国家がアメリカと合わせて声を上げることは、『中国脅威論』を煽る戦略的ニーズと見なせる。中国の資本と市場が中央ヨーロッパ諸国に与える積極的な影響は誰の目にも明らかで、個別の国の指導者が政治的利益から四の五の言うというのは、見方が狭いことを意味している」と批判している。
2019年8月23日、リトアニアのビリニュスにある中央広場で100人超が集まって手を握り合い、香港の民主派デモと香港の民主派活動家への連帯を表明する集会で、中国人が五星紅旗を振りながら集会に乱入する騒動が起き、警察は公共の秩序を乱したとして、中国人に罰金を科した。9月2日、リトアニア外務省は、中国人が集会に近づいた際に駐リトアニア中華人民共和国大使館職員が「違法行為の企図に関与した」と発表、リナス・リンケビチュス外相は、中国人外交官が「あるべき姿を超えて活動的」「限度を超えた」とし、外交上の地位に相いれない行動を取ったとして遺憾の意を表明し、駐リトアニア中華人民共和国大使を呼んで抗議した。
2021年2月9日、中東欧17カ国と中国の経済協力の枠組み「17+1」の首脳会議において、リトアニア、エストニア、ラトビア、ブルガリア、ルーマニア、スロベニアの6カ国は首脳の出席を見合わせた。
2021年3月3日、リトアニアが台湾に貿易事務所を開設すると発表した。リトアニア経済イノベーション省は「台湾のリトアニア貿易事務所は、年内に開設される予定だ。アジアにおけるわが国の経済外交を後押しし、多様化する取り組みの一環だ」と発表したが、中国外務省の汪文斌報道官は、「断固反対する」「リトアニアに対し、一つの中国の原則を支持し、外交関係の樹立に関する誓約を厳守するよう求める」と反発している。
2021年5月20日、リトアニア国会は、新疆ウイグル自治区のウイグル人が置かれた状況を「ジェノサイド」と認定する決議案を可決し、香港国家安全維持法の廃止やチベット自治区への人権活動家の入国許可も求めた。決議を推進したドヴィレ・シャカリエネリトアニア国会の議員は、「我々は50年間共産党政権によって占領下で生きるという残酷な教訓を決して忘れないので、民主主義を支持する」と述べている。これに対して中国外務省の趙立堅報道官は、「新疆でのジェノサイドは嘘だ」「中国内政への乱暴な干渉に断固反対する」と反発している。
2021年5月22日、リトアニア政府は中東欧17カ国と中国の経済協力の枠組み「17+1」からの離脱を宣言し、EUに中国政府との関係見直しを要求しており、ロシアメディアの『イズベスチヤ』は「リトアニアは、EUと中国の関係悪化をリードする国の一つだ」と報道している。
2021年6月22日にリトアニア政府は、新型コロナウイルス感染症対策のAZD1222ワクチン2万回分を台湾に提供すると発表した。これについて、台湾（中華民国）の蔡英文総統は「リトアニア政府に心から感謝する。台湾人たちもきっと深く心を打たれると思う。バルト海からの友情は非常に貴重だ」と述べたが、中国外務省の趙立堅報道官は「台湾当局は、台湾同胞の生命や健康をきちんと保障し、政治的にもてあそばないよう求める」として、中国からのワクチン提供には応じず、他国から支援を受ける蔡英文総統を非難した。

### 台湾の代表機関設置を巡る対立
2021年7月20日、台湾の外交部は、リトアニアに「駐リトアニア台湾代表処」の名称で代表機関を設置すると発表した。事実上の大使館として機能し、呉釗燮外交部長は「欧州に台湾が代表機関を置くのは、2003年に設置したスロバキアに続き、18年ぶりとなる」と語った。台湾と外交関係のない国は通常、中国への配慮から「台湾」の名称の使用を認めることがないため、異例のことであり、呉釗燮外交部長は「非常に大きな意義がある」と述べており、台北市にあるアメリカの窓口機関「米国在台湾協会」は「台湾と関係を緊密化し、協力を拡大する自由がすべての国にあるべきだ」という声明を発表し、決定を称賛した。これに対して中国外務省の趙立堅報道官は、「中国は、いかなる形であれ、中国と国交がある国と台湾との公的な往来や、いわゆる出先機関の設置に断固として反対する。台湾当局が『二つの中国』や、『一つの中国一つの台湾』といったものを作り出そうとするたくらみは絶対に達成できない」と反発している。
2021年8月10日、中国共産党の機関紙『人民日報』傘下の『環球時報』社説は、「駐リトアニア台湾代表処」設置について、「（リトアニアは）頭のおかしな小さな国で、地政学的な危険に満ちている」「ヨーロッパの反中国派のなかでも、最も踏み込んだ行動に出た」「リトアニアのような小国が、大国との関係を悪化させる行動をとるとは、度し難いことだ」「最終的には国際ルールを破るという邪悪な行為の代償を払う」と評し、リトアニア政府がアメリカにつき、中国と敵対していると激しく攻撃した。
2021年8月10日、中国外務省は、駐リトアニア中国大使を本国に呼び戻すとする報道官談話を発表した。リトアニアに「駐リトアニア台湾代表処」が設置されることを受けた措置で、リトアニア政府に対して駐中国リトアニア大使の帰国を要求する。中国外務省は、リトアニア政府が「駐リトアニア台湾代表処」を受け入れたことは「中国の主権と領土保全を著しく損ねる」として、「一つの中国」原則を訴えた上で、リトアニア政府に決定の撤回を求め、台湾に対しても「『独立』は破滅への道だ」と牽制した。これを受けてリトアニア外務省は、「『一つの中国』の原則に沿いつつ、台湾と相互利益の関係を追求する決意だ」「EUや世界の他の多くの国々と同様に、台湾とは相互に有益な関係を追求する決意だ」とする声明を発表し、ガブリエリュス・ランズベルギス外相は、「中国のメッセージは受け取った。だがこちらからもメッセージを送った。すなわち、リトアニアは独自の政策を続ける、ということだ。これはわが国の政策というだけでなく、他の多くのヨーロッパ諸国の政策でもあるからだ」と述べている。EUのナビラ・ マストラリ外務報道官は、中国の決定は「必然的にEUと中国との関係全体に影響を与えるだろう」「中国の行動を遺憾に思う。そして今後の展開を注視していく」と述べ、台湾の出先機関を設置することは、「一つの中国」の原則に違反しないと述べた。
2021年9月22日、リトアニア国防省は、中国製スマートフォンにセキュリティー上の欠陥やデータ流出の恐れがあると警告し、公共機関や消費者に対し使用に注意するよう呼び掛けた。中国のファーウェイとXiaomiの5G対応モデルを分析した結果、「サイバーセキュリティーリスク」を発見したと明らかにし、「われわれが話しているリスクは現実のものだ」とし、リトアニアで約200の公共機関が中国製端末を使用しており、公共部門全体が中国製端末を使用すべきではないと主張したXiaomiの端末は「台湾独立万歳」「フリーチベット」といった言葉を検出・検閲できた。
2021年11月22日、中国共産党の機関紙『人民日報』傘下の『環球時報』社説は、台湾の名称を用いた代表処の設置を認めたリトアニアを「ゾウの足の裏にいるネズミか、ノミにすぎない」と非難し、リトアニアが台湾問題への関与をさらに深めれば断交に踏み切る可能性もあるとした。
2023年11月27日にランズベルギス外相が中国による制裁が解除されたことを発表した。